# ماهواره مخابراتی

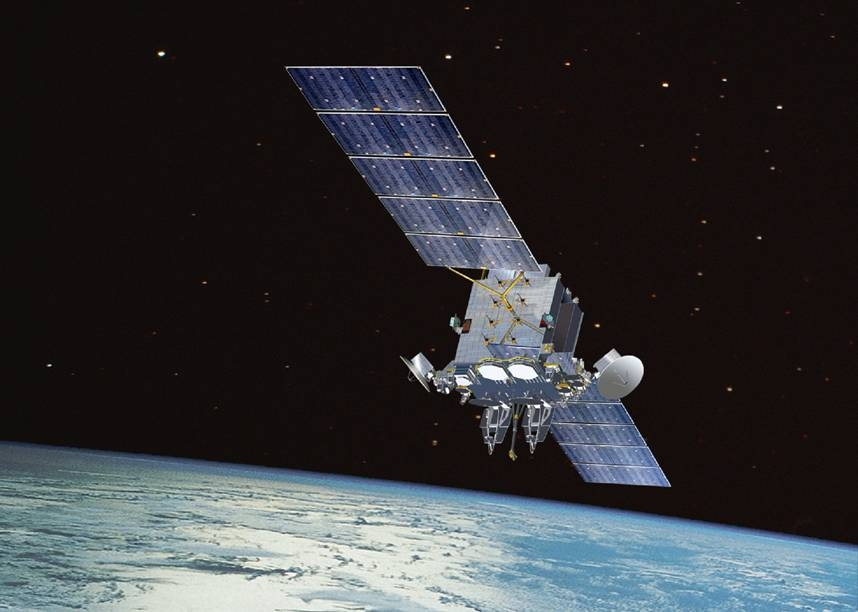
یک مرکز ماهواره‌ای مخابراتی با فرکانس بسیار بالای پیشرفته ارتباطات ایمنی را برای ایالات متحده و سایر کشورهای متحد آن ارسال می‌کند.

ماهوارهٔ مخابراتی یک ماهواره مصنوعی است که سیگنال‌های ارتباط از راه دور رادیویی را از طریق یک ترنسپاندر، رله و تقویت می‌کند؛ این ماهواره یک کانال مخابراتی بین یک فرستنده منبع و یک گیرنده در مکان‌های مختلف روی زمین ایجاد می‌کند. از ماهواره‌های مخابراتی برای تلویزیون، تلفن، رادیو، اینترنت و کاربردهای نظامی استفاده می‌شود. تا اول اوت سال ۲۰۲۰، ۲ هزار و ۷۸۷ ماهواره مصنوعی در مدار زمین وجود داشت که ۱٬۳۶۴ عدد از آن ماهواره مخابراتی است که توسط سازمان‌های خصوصی و دولتی استفاده می‌شود. بسیاری از آنها در مدار زمین ثابت ۳۵٬۷۸۵ کیلومتری بالاتر از خط استوا قرار دارند، به طوری که ماهواره در همان نقطه آسمان ثابت به نظر می‌رسد. به همین دلیل آنتن‌های ماهواره ای ایستگاه‌های زمینی می‌توانند به‌طور دائمی آن نقطه را هدف بگیرند و برای ردیابی ماهواره، مجبور به حرکت نیستند.
امواج رادیویی با فرکانس بالا که برای ارتباطات از راه دور استفاده می‌شود، با خط دید حرکت می‌کند و به همین دلیل انحنای زمین مانع انتشار کامل آنها می‌شود. هدف ماهواره‌های مخابراتی پخش مجدد این سیگنال‌ها در اطراف منحنی زمین است که این امر امکان برقراری ارتباط بین نقاط جغرافیایی کاملاً جدا از هم را فراهم می‌کند. ماهواره‌های مخابراتی از طیف گسترده‌ای از فرکانس‌های رادیویی و میکروویو استفاده می‌کنند. برای جلوگیری از تداخل سیگنال، سازمان‌های بین‌المللی آیین‌نامه‌هایی دارند که محدوده فرکانس یا «باند» ای که برخی از سازمان‌ها مجاز به استفاده از آنها هستند را مشخص می‌کند. این تخصیص باندها خطر تداخل سیگنال را به حداقل می‌رساند.

## کلیات

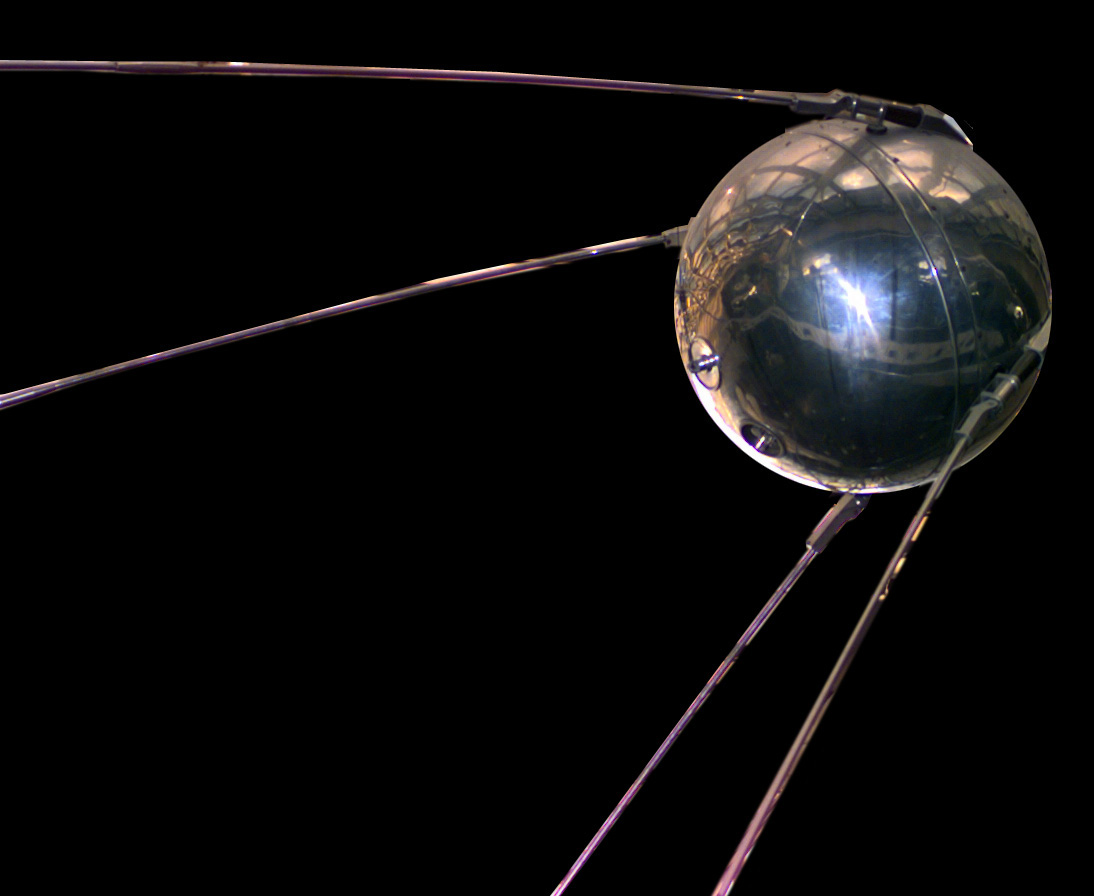
ماکت ماهواره Sputnik 1

ماهوارهٔ مخابراتی معمولاً در مدار ژئوسنکرون زمین و بالای خط استوا و هماهنگ با سرعت زمین و با زاویه‌ای ثابت، حرکت می‌کند و قسمت مشخصی از سطح زمین را به‌طور ثابت پوشش می‌دهد. چنین ماهواره‌ای از یک ایستگاه زمینی نیز به‌صورت یک نقطهٔ ثابت، قابل دیدن است. گرانش ماه، خورشید، و دیگر ستارگان و سیارات منظومهٔ خورشیدی روی ماهواره تأثیر می‌گذارد و احتمال دارد ماهواره از مدار خود جابجا شود. برای جلوگیری از این مشکل، موتورهای مخصوصی که به‌وسیلهٔ ایستگاه‌های زمینی کنترل می‌شوند، ماهواره‌ها را در مدار خود نسبت به زمین ثابت نگه می‌دارند.
برای برقراری ارتباط از یک ایستگاه زمینی، معمولاً یک آنتن (دیش) بزرگ به نام Uplink Antenna لازم است که باعث تمرکز سیگنال ارسالی از ایستگاه زمینی به سوی ماهواره شود. در ارتباط ماهواره و ایستگاه زمینی معمولاً از دو موج با فرکانس متفاوت استفاده می‌شود؛ یکی برای Uplink و دیگری برای Downlink. آنتن (دیش) نصب شده روی ماهواره، سیگنال ارسالی از ایستگاه زمینی را دریافت کرده و به گیرندهٔ ماهواره می‌دهد و پس از یک سری پردازش، این سیگنال به فرستندهٔ ماهواره منتقل می‌شود تا از راه آنتن فرستندهٔ ماهواره به سمت زمین بازتابیده شود.
سیگنال ارسالی به زمین به‌وسیلهٔ دیش‌های معمولی دریافت شده و پس از LNB به گیرندهٔ ماهواره‌ای منتقل می‌شود. ماهواره‌ها معمولاً در سه مدار LEO و MEO و GEO قرار داده می‌شوند. این مدارها به ترتیب، ارتفاع کم، متوسط و سنکرون نسبت به زمین نامیده می‌شوند. مدار ژئوسنکرون دارای صفحه‌ای فرضی است که از خط استوا می‌گذرد.
قدرت سیگنال دریافتی روی زمین، نسبت به فاصله و زاویهٔ ماهواره و نقطهٔ گیرندگی، متفاوت بوده و به نام سایهٔ ماهواره یا footprint معرفی می‌شود.
همیشه قدرت سیگنال ماهواره در مرکز سایه، بیشترین است و در گوشه‌ها از کمترین مقدار برخوردار است. دریافت سیگنال در بیرون این سایه، احتیاج به دیش‌های بزرگتر دارد. امواج سانتی‌متری، برای ارسال سیگنال ماهواره به زمین استفاده می‌شوند که فرکانس آن‌ها بین ۳–۳۰ MHz است.
دلیل اصلی استفاده از این امواج رادیویی کوتاه، انتشار راحت امواج و تأثیرات کم نویز و مزاحمت‌های فرکانسی است. فرکانس‌های بالاتر از ۱۵ Ghz، به‌طور شدیدی به‌وسیلهٔ گازها، ذرات معلق و بخار آب تضعیف می‌گردند. ماهواره‌ها سیگنال‌های ارسالی خود را به‌صورت قطبی در دو حالت افقی، عمودی و گاهی نیز به‌صورت دورانی، چپ گرد و راست گرد ارسال می‌کنند. در سیستم‌های دیجیتال، می‌توان داده‌ها و چندین شبکهٔ تلویزیونی و رادیویی را روی یک فرکانس ارسال کرد.

## اجزای سیستم مخابرات ماهواره‌ای
سیستم مخابرات ماهواره‌ای مجموعه‌ای است از ایستگاه‌های فضایی و ایستگاه‌های زمینی برای ارتباطات رادیویی؛ بخشی از این سیستم ماهواره‌ای می‌تواند تنها از یک ماهواره و چند ایستگاه‌های زمینی تشکیل شود. این مجموعه، یک شبکهٔ ماهواره‌ای نامیده می‌شود.

## ایستگاه‌های فضایی
ایستگاه فضایی شبکهٔ مخابرات ماهواره‌ای، از ماهواره (بخش اصلی شبکه) و دستگاه‌های جانبی تشکیل شده‌است.

## ساختمان ماهواره
ماهواره از دو بخش تجهیزات مخابراتی و غیرمخابراتی تشکیل شده‌است. زیرسیستم‌های مخابراتی، آنتنها و تکرارکننده‌ها هستند. در بخش مخابراتی، دستگاهی وجود دارد که تکرارکننده (رله) رادیویی در یک فرکانس مشخص است و ترانسپاندر نام دارد. یک ماهواره می‌تواند چندین ترانسپاندر داشته باشد. ترانسپاندرها سیگنال‌های فرستاده شده از زمین را دریافت و پس از تقویت و تغییر فرکانس آن‌ها را به زمین برمی‌گردانند. آنتن‌های مربوط به این ترانسپاندرها طوری طراحی شده‌اند که فقط قسمت‌هایی از سطح زمین را که درون شبکه ماهواره‌ای قرار دارند، پوشش دهند. یک ماهواره معمولاً آنتنی همه جهته دارد که برای دریافت سیگنال‌های فرمان صادر شده از زمین به کار می‌رود زیرا آنتن‌های دیگر ماهواره ممکن است به سوی زمین نباشند. آنتن همه جهته همچنین برای کنترل سیستم‌های فرعی در زمان پرتاب ماهواره و تعیین موقعیت آن به کار می‌رود. بخش غیرمخابراتی ماهواره که در واقع قسمت پشتیبانی فنی آن است شامل سیستم کنترل حرارتی، سیستم کنترل موقعیت و مدار، ساختار مکانیکی، سیستم منبع تغذیه و موتور اوج است

## سیستم کنترل حرارتی ماهواره
این سیستم باید درجه حرارت دستگاه‌ها و تجهیزات درون ماهواره را در حد متعادل و متعارف نگه دارد.

## سیستم کنترل موقعیت و مدار
سیستم کنترل موقعیت ماهواره جهت تابش پرتو فرکانسهای رادیویی آنتن را برای منطقه مورد نظر در روی زمین ثابت نگه می‌دارد.

## ساختار مکانیکی
ساختار ماهواره باید به گونه‌ای طراحی شده باشد که بتواند نیروهایی را که بر اثر فشارهای دینامیکی در هنگام روشن شدن موتور و پرتاب وارد می‌شود، تحمل کند. بدنه ماهواره معمولاً از آلیاژ آلومینیوم سبک ساخته می‌شود که شامل سلول‌های خورشیدی و منعکس کننده‌های آنتن نیز هست. این قسمت از ترکیب موادی مانند فیبر کربن که دارای استحکام و ثبات ساختمانی خاصی است ساخته می‌شود.

## سیستم منبع تغذیه
منبع اصلی تغذیه معمولاً سلول‌های خورشیدی هستند. انرژی خورشیدی جذب شده برای شارژ کردن باتری‌های ذخیره نیز استفاده می‌شود. این باتری‌ها از نوع نیکل-کادمیم هستند.

## موتور اوج
نقش موتور اوج ایجاد مدار دایره‌ای شکل و جلوگیری از انحرافات مداری ماهواره است. بعضی مواقع با استفاده از موتور اوج، ماهواره‌ها را در مدار ثابت مستقر می‌کنند.

## ایستگاه‌های زمینی
ایستگاه‌های زمینی سیستم‌های مخابرات ماهواره‌ای بر اساس کاربرد عبارتند از ایستگاه‌های ثابت و سیار. ایستگاه‌های زمینی ماهواره معمولاً چند قسمت دارند. آنتن، فرستنده، گیرنده، سیستم‌های کنترل برقراری ارتباط و منابع تغذیه ایستگاه. هر یک از این اجزا شامل قسمت‌های مختلفی اند که متناسب با نوع ایستگاه زمینی، اندازه و تجهیزات آن‌ها متفاوت خواهد بود.

## آنتن ایستگاه‌های زمینی
به‌طور کلی آنتن فرستنده، انرژی الکتریکی حاصل از یک منبع را در فضا به صورت امواج الکترومغناطیسی پخش می‌کند. سپس آنتن گیرنده این امواج را گرفته و به انرژی الکتریکی تبدیل می‌کند. در هر سیستم مخابرات رادیویی، آنتن نقش مهمی دارد، زیرا با انتخاب آنتنهای مناسب و نصب و تنظیم صحیح آن‌ها می‌توان تا حد زیادی بازدهی سیستم را بالا برد. سیگنال‌های فرستاده شده از ماهواره توسط آنتن‌های بزرگ یا کوچک دریافت شده و به دستگاه تقویت‌کننده منتقل می‌شوند. ایستگاه‌های زمینی دارای دو نوع آنتن فرستنده و گیرنده به صورت بشقابی در اندازه‌های مختلف هستند. این آنتن‌ها سیگنال را به صورت امواج رادیویی به فضا می‌فرستند یا از فضا دریافت می‌کنند. آنتن ایستگاه‌های زمینی در ابعاد بزرگ و ساختار مکانیکی معینی ساخته می‌شوند که قطر نوع قدیمی آن‌ها به بیش از ۳۰۰ متر می‌رسد. فرکانس سرویس‌های ماهواره ای در محدوده فرکانسهای مگاهرتز و گیگاهرتز است.